# Hanatarash
Hanatarash (ハナタラシ) fue un grupo creado por Yamantaka Eye —quien después actuaría junto a Boredoms— y a Mitsuru Tabata —guitarrista del grupo Zeni Geva—. El grupo se formó en la ciudad de Osaka, Japón en 1984, luego de que ambos se conocieran en un concierto de Einstürzende Neubauten.

## Historia

### Presentaciones en vivo y Controversias
Esta banda es legendaria por sus peligrosas actuaciones en vivo las cuales consistían enteramente en destrucción sobre el escenario. Algunos de sus más infames shows incluyen a Eye cortando un gato muerto a la mitad con un Machete, atarse una sierra circular en su espalda y casi cortarse una pierna, destruir la parte trasera de un local, al ingresar con una excavadora (Específicamente una Komatsu PC 02-1) hasta llegar al escenario.
En 1985, era requerido que la audiencia llenara un formulario exonerando por cualquier daño que pudieran recibir durante el espectáculo, el cual fue detenido al momento que Eye se disponía a lanzar un coctel molotov en el escenario, El costo fue de ¥600,000 (aproximadamente $6,000 US) en reparaciones.
Después de varios años practicando intensivos Shows, le fue prohibida su actuación en la mayoría de los establecimientos, ya en los 1990's les fue permitido actuar de nuevo sin la destrucción y peligro que los caracterizaba.

## Discografía
- Hanatarashi LP (Alchemy, 1985)
- 2 LP (Alchemy, 1988)
- 3 LP (RRRecords, 1989) CD (RRRecords, 1992)
- The Hanatarash and His eYe 7" (Public Bath, 1992)
- 4: AIDS-a-Delic CD (Public Bath, 1994)
- 5: We Are 0:00 CD (Shock City, Trattoria, 1996)